# Australembiidae
Australembiidae es una familia de insectos en el orden Embioptera. Existe por lo menos un género, Metoligotoma, en Australembiidae.